# 揖斐川橋梁 (樽見鉄道樽見線)

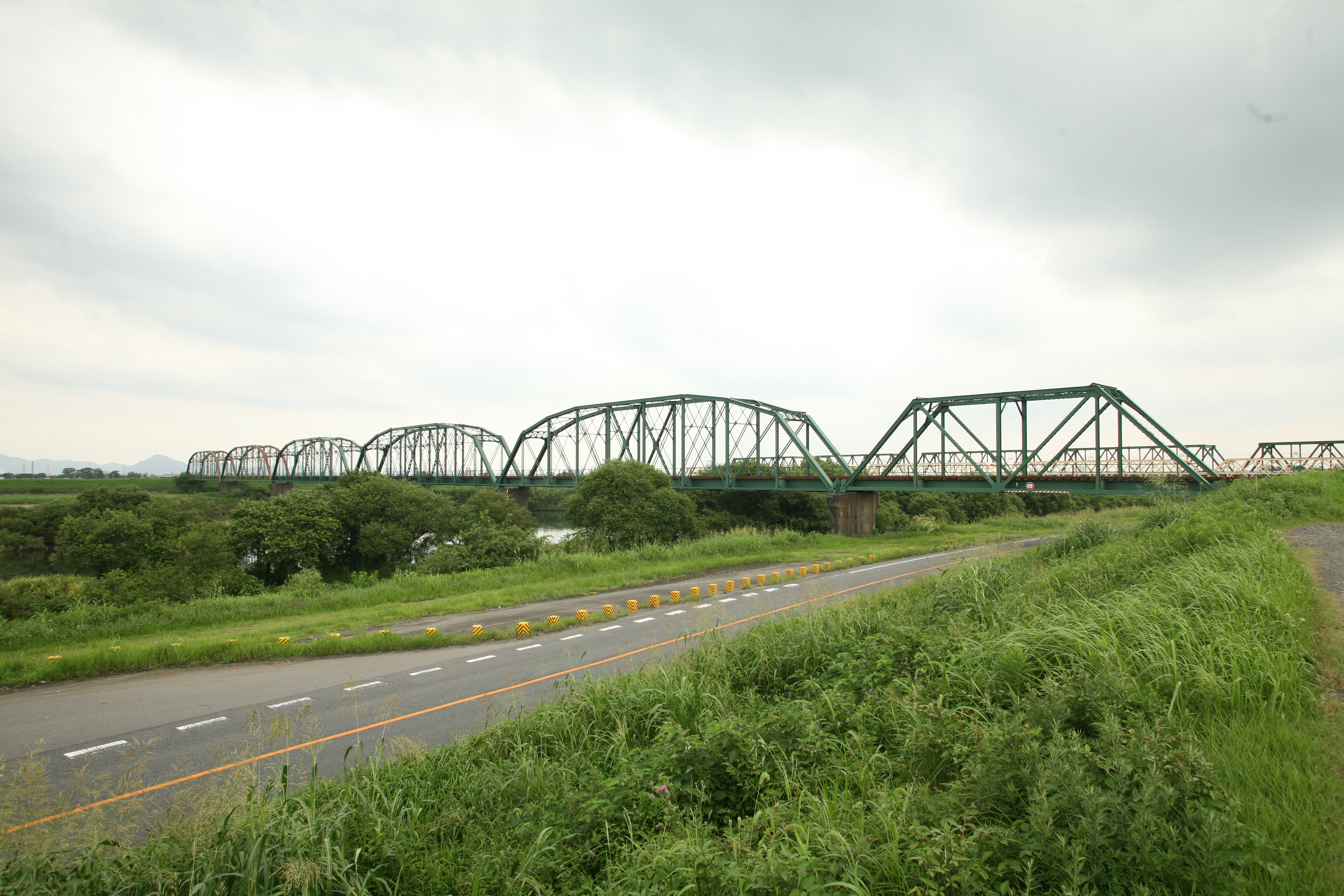
画面右が川崎造船製平行弦トラス（第1連のみ）、その左側が曲弦トラス部（第2-5連）。右岸上流側より撮影

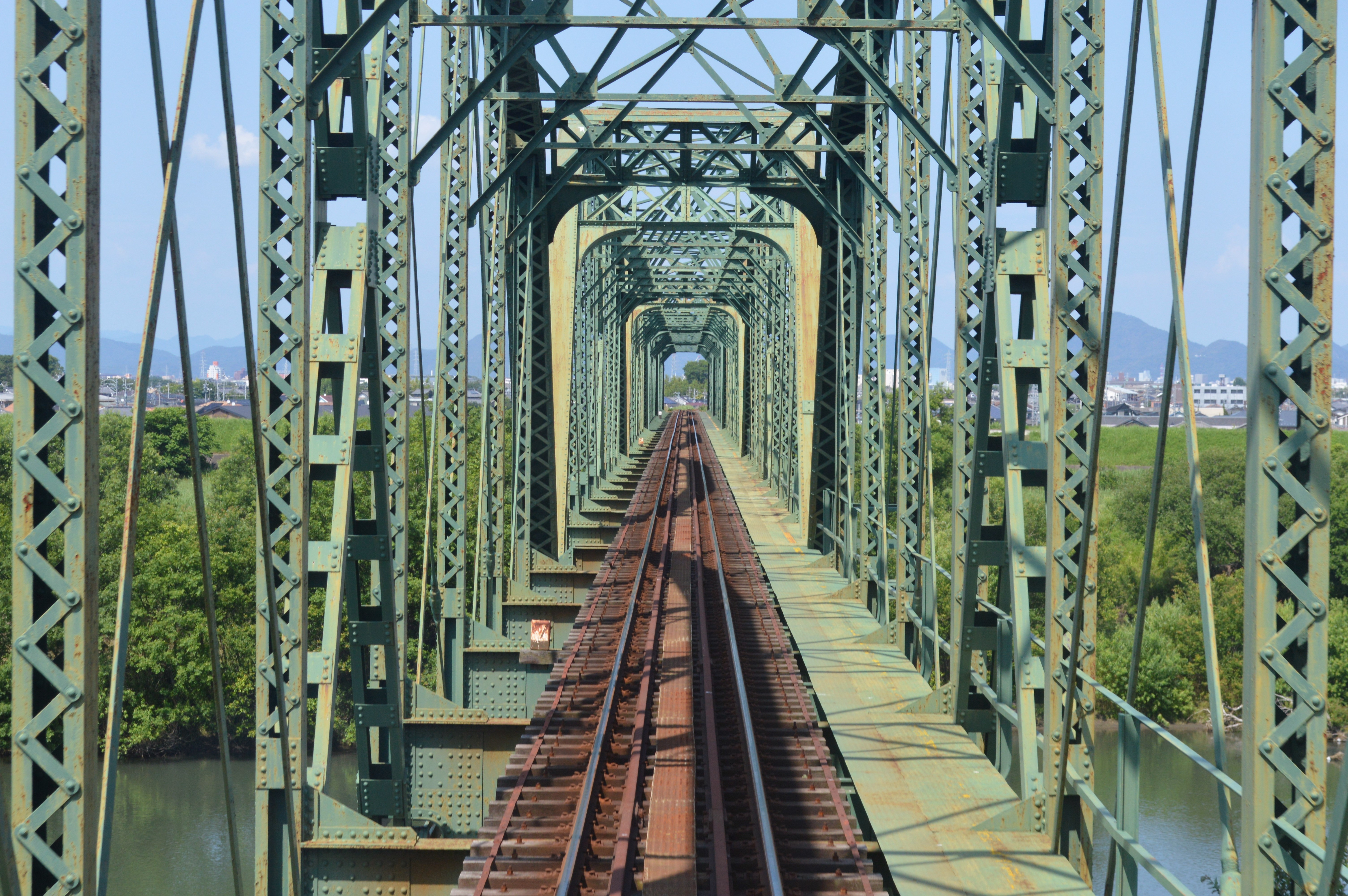
列車内から見た揖斐川橋梁

揖斐川橋梁（いびがわきょうりょう）は、岐阜県大垣市と岐阜県安八郡安八町をむすぶ、揖斐川に架かる樽見鉄道樽見線の橋梁である。
かつての東海道本線である御殿場線の橋梁を再利用した橋梁であり、明治時代の橋梁が現存している。
再利用のために橋梁の一部を改造している。

## 概要
樽見鉄道の前身である国鉄樽見線の着工は1935年（昭和10年）であり、いったんは揖斐川橋梁は新造の橋で建設が行なわれた。しかし太平洋戦争により工事は中断、完成間近の揖斐川橋梁は撤去されてしまった。戦後、工事を再開した際に、他の橋梁を再利用することとした。
転用元は御殿場線の計5カ所の橋梁である。200フィートトラスは1900年（明治33年）AアンドP・ロバーツ製、100フィートトラスは1916年（大正5年）川崎造船所製である。
- 第1酒匂川橋梁上り線200フィートトラス : 山北駅 - 谷峨駅間
- 第3酒匂川橋梁上り線200フィートトラス : 同
- 第3酒匂川橋梁上り線100フィートトラス : 同
- 第1相沢川橋梁上り線200フィートトラス : 谷峨駅 - 駿河小山駅間
- 第2相沢川橋梁上り線200フィートトラス : 同
- 第3相沢川橋梁上り線200フィートトラス : 同

これらの橋梁は、現在の御殿場線が東海道本線とされていた当時に複線化に伴って設置されたものである。その後、丹那トンネルの開通により東海道本線のメインルートはそちら経由となり、御殿場線はローカル輸送を担うことになったが、戦時中の資材不足の折、他路線建設のためにレールを供出するために御殿場線が単線化された際にこれらの橋梁群は使用が停止され、1944年（昭和19年）には用途廃止となった。その時に撤去されたのはレールのみであり、橋梁はそのまま放置されていたものを、戦後の樽見線建設に際して、揖斐川の渡河部に6連の橋梁として転用したものである。

## 諸元
- 供用：1956年（昭和31年）
  - 樽見線の開通年
- 延長：321.7m、6連
- 支間：29.870m×1（第1連） 62.408m×5（第2-6連）
  - （第1連）1916年（大正5年）：川崎造船所製 下路平行弦プラットトラス
  - （第2 - 6連）1900年（明治33年）：AアンドP・ロバーツ製（同年アメリカン・ブリッジに統合される） 下路曲弦プラットトラス（ピントラス）
- 区間：岐阜県大垣市津村町 - 岐阜県安八郡安八町西結（東大垣駅 - 横屋駅）
- 橋脚：鉄筋コンクリート井筒

## その他
下流にある大垣市市道の揖斐川橋は、1886年（明治19年）、東海道本線全線開通時につくられた鉄橋（旧揖斐川橋梁）の、橋脚、橋梁をそのまま利用した橋である。つまり、明治時代の鉄道橋梁が隣接していることになる。
東岸は安八町であるが、安八町をわずかにかすめるだけで駅もなく、すぐ瑞穂市に入る。